# Aichi H9A
Aichi H9A (яп. 二式練習飛行艇 Нисики рэнсю: хико:тэй, «Учебная летающая лодка тип 2») — учебный гидросамолет военно-морского флота Японии.
.

## История

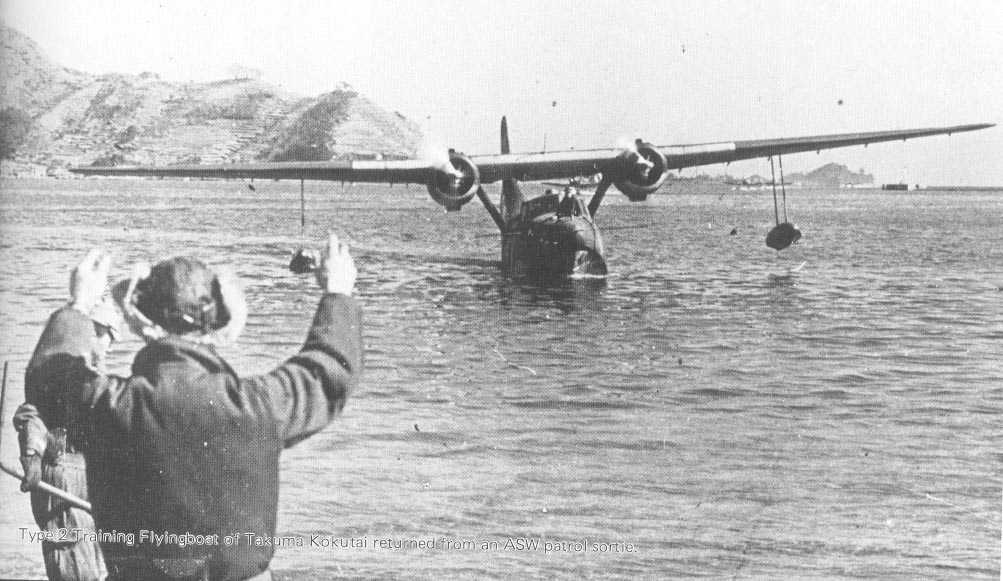
Посадка на воду

Aichi H9А был практически единственным специально разработанным типом учебной летающей лодки и предназначался для подготовки пилотов и членов экипажей гидросамолётов. Проектирование двух-двигательного аппарата было начато фирмой «Aichi» в январе 1940 года, когда флоту понадобился самолет для обучения экипажей «Каваниси H8К1».
Проектирование велось с мая по декабрь 1939 года под руководством Морисигэ Мори. Конструктивно H9А представлял собой моноплан-парасоль с двумя двигателями воздушного охлаждения «Hакадзима Котобуки-41 КАИ 2» мощностью по 710 л.с. Самолёт имел металлическую конструкцию с фанерной и тканевой обшивкой. Штатный экипаж состоял из двух пилотов, наблюдателя, бортинженера и pадиста. Также были предусмотрены места ещё для трех курсантов. Для подготовки стрелков предусматривалась установка 7,7 миллиметровых пулеметов в носовой и средней части лодки. Для отработки противолодочных заданий имелась возможность подвески 250 кг глубинных бомб.
Первый из трёх экспериментальных самолётов был испытан в сентябре 1940 года, но летные характеристики оказались неудовлетворительными, а посадка и само управление — слишком сложным. Для pешения пришедших проблем двигатели были опущены почти под крыло, изменена форма закрылок, а площадь крыла выросла с 58,62 до 63,3 кв. м. Размах при этом увеличился с 21 до 24 м.

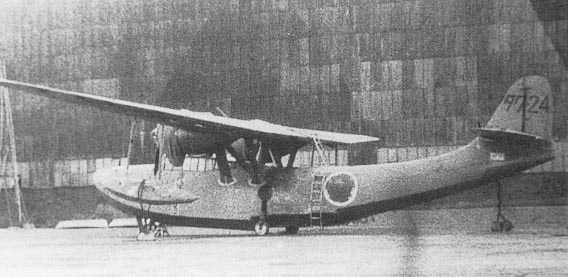
H9A на складе

С данными изменениями управляемость самолета изменилась в лучшую сторону, и завод Aichi в Эйтоку получил заказ на 24 H9A обозначавшихся как «учебная летающая лодка морская тип 2 модель 11». В результате Aichi H9A выпускались с 1942 по 1943 г. Также четыре самолета были выпущены «Ниппон Хикоки К.К». Летающая лодка использовалась лишь для подготовки экипажей и патрулирования вод, окружающих Японию, поэтому этот тип так и не был точно идентифицирован союзниками до 1945 года.

## Тактико-технические характеристики
Источник данных: http://www.airwar.ru/enc/sww2/h9a.html

Технические характеристики
- Экипаж: от 5 до 8 человек
- Длина: 16.95 м
- Размах крыла: 24.00 м
- Высота: 5.25 м
- Площадь крыла: 63.30 м²
- Масса пустого: 4900 кг
- Нормальная взлётная масса: 7000 кг
- Максимальная взлётная масса: 7500 кг
- Силовая установка: 2 × девятицилиндровый с воздушным охлаждением[1] прототип (3 самолета) - «Hакадзима Котобуки-41 КАИ 2» 
 серийные (28 самолетов) - Hакадзима Котобуки-42 или -43[1]
- Мощность двигателей: 2 × 710 л.с.
- Воздушный винт:  
  - прототип: двухлопастной
  - серийные: трехлопастной[1]

Лётные характеристики
- Максимальная скорость: 315 км/ч
- Крейсерская скорость: 220 км/ч
- Практическая дальность: 1 700 км
- Практический потолок: 6780 м
- Скороподъёмность: 270 м/мин

Вооружение
- Стрелково-пушечное: по одному 7,7-мм пулемету тип 92 в носовой и средней части лодки
- Бомбы: до 250кг авиабомб или глубинных бомб